# Heetveld
Heetveld is een klein dorp in de gemeente Steenwijkerland in de Kop van Overijssel in de Nederlandse provincie Overijssel.

## Omgeving
Heetveld ligt circa 2 km  ten zuiden van Sint Jansklooster. Het dorp heeft geen voorzieningen en geen buurtsuper.
In Heetveld bevindt zich het geologisch monument de Zândkoele. In de Zândkoele wordt op een met houtsnippers en schelpen gemaakte kaart van Scandinavië de herkomst van de verschillende soorten zwerfkeien aangegeven. Tevens is er een kleine afgraving met een keileemwand te zien.
Het dorp is bereikbaar via N331, tussen Zwartsluis en Vollenhove.